# Чернов Леонід Іванович
Леоні́д Іва́нович Черно́в (нар. 18 червня 1915, Старобільськ — пом. 24 жовтня 1990, Харків) — український радянський художник; член Харківського відділення Спілки художників України з 1943 року. Чоловік художниці Олени Яковенко.

## Життєпис
Народився 6 [18] червня 1915 року місті Старобільському Харківської губернії Російської імперії (тепер Старобільськ Луганської області, Україна) в робітничій сім'ї. У 1934—1937 роках навчався у
Харківському художньому училищі; у 1937—1942 роках — у Харківському художньому інституті (викладачі: Михайло Козик, Олексій Кокель та Микола Самокиш). Дипломну роботу (картину «Підвіз зброї партизанам») захистив у евакуації у Самарканді.
У 1944—1947 роках працював директором Харківського державного художнього училища; у 1947—1963 роках викладав у Харківському художньому інституті, з 1963 року — у Харківському художньо-промисловому інституті. Доцент з 1961 року, професор з 1977 року. Серед його учнів: Адольф Константинопольський, Григорій Крижевський, Володимир Кузнецов, Микола Маринич, Асхат Сафаргалін, Олександр Хмельницький. 
Жив в Харкові в будинку на вулиці Культури, № 9, квартира № 47. Помер в Харкові 24 жовтня 1990 року.

## Творчість
Працював у галузі станкового живопису та станкової графіки (автолітографії, офорти, акварелі). Створював пейзажі, портрети. Серед робіт:
живопис
- «Блакитний вечір»;
- «Весняний ранок»;
- «Вітер»;
- «Наталочка»;
- «Мати» (1948, Дніпровський художній музей);
- «Приазов'я» (1955);
- «Вечірня пісня» (1957, Національний художній музей України);
- «Тихий вечір» (1960);
- «Мрії» (1961, Харківський художній музей);
- «Гайдамаки» (1961, за однойменною поемою Тараса Шевченка);
- «Над землею» (1966);
- «Осеніє» (1967);
- «Скошена гречка» (1969);
- «Простір» (1969);
- «Харків вечірній» (1977);
- «Портрет А. Щеглова» (1984);

графічні серії
- «В Карпатах» (1954);
- «По Болгарії» (1956);
- «На Азовському морі» (1956);
- «По Індії» (1957);
- «Джайпурський мотив» (1957);
- «Біля храму» (1957);
- цикл малюнків до українських народних пісень (1961—1965);
- цикл малюнків «По шевченківських місцях» (1963);
- цикл малюнків за мотивами поезій Тараса Шевченка (1964);
- цикл малюнків за мотивами віршів радянських поетів;
- цикл пастелей «Мальовничий світ» (1978—1990).

.

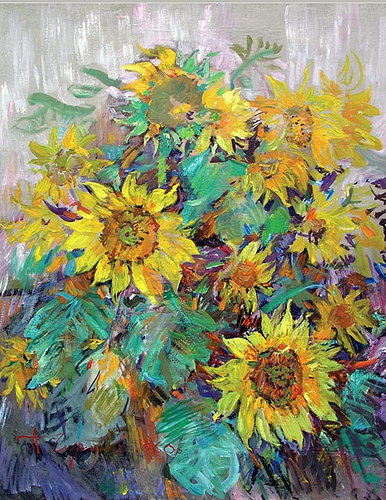
«Соняшники»

Учасник всеукраїнських, всесоюзних і міжнародних художніх виставок з 1945 року. Персональні виставки відбулися у Харкові у 1944, 1952, 1957—1959, 1965—1968, 1982, 1993 роках; Києві, Дніпропетровську, Львові, Чернівцях, Одесі у 1957—1959, 1965—1968 роках; Сумах у 1965—1968 роках; Старобільськ у 1977 році. 
У складі групи радянських художників 1957 року перебував у творчому відрядженні в Індії, що позначилося в його творчості.

## Відзнаки
- Медаль «За трудову відзнаку» (1951)[3];
- Заслужений діяч мистецтв УРСР з 1966 року.